# しづかホール
淡路市立しづかホールは兵庫県淡路市志筑新島にある劇場・歌劇場。通称はしづかホール。

## 概要
しづかホールは1994年に開館した、淡路島内で唯一の音楽専用ホールである。ホールの外観は淡路市に縁のある静御前が舞を舞うときの「扇」をイメージしてつくられており、しづかホール敷地の一角にはゆかりのある静御前の像がある。

## アクセス
- 神戸淡路鳴門自動車道　津名一宮ICから6分
- しづかホール前バス停(あわ神あわ姫バス・淡路交通縦貫線・本四海峡バス鮎原線・高速バス<淡路交通・本四海峡バス・神姫バス・西日本ジェイアールバス>)から徒歩1分